# Burgemeester Norbruislaan
De Burgemeester Norbruislaan is een straat in de Nederlandse stad Utrecht. 

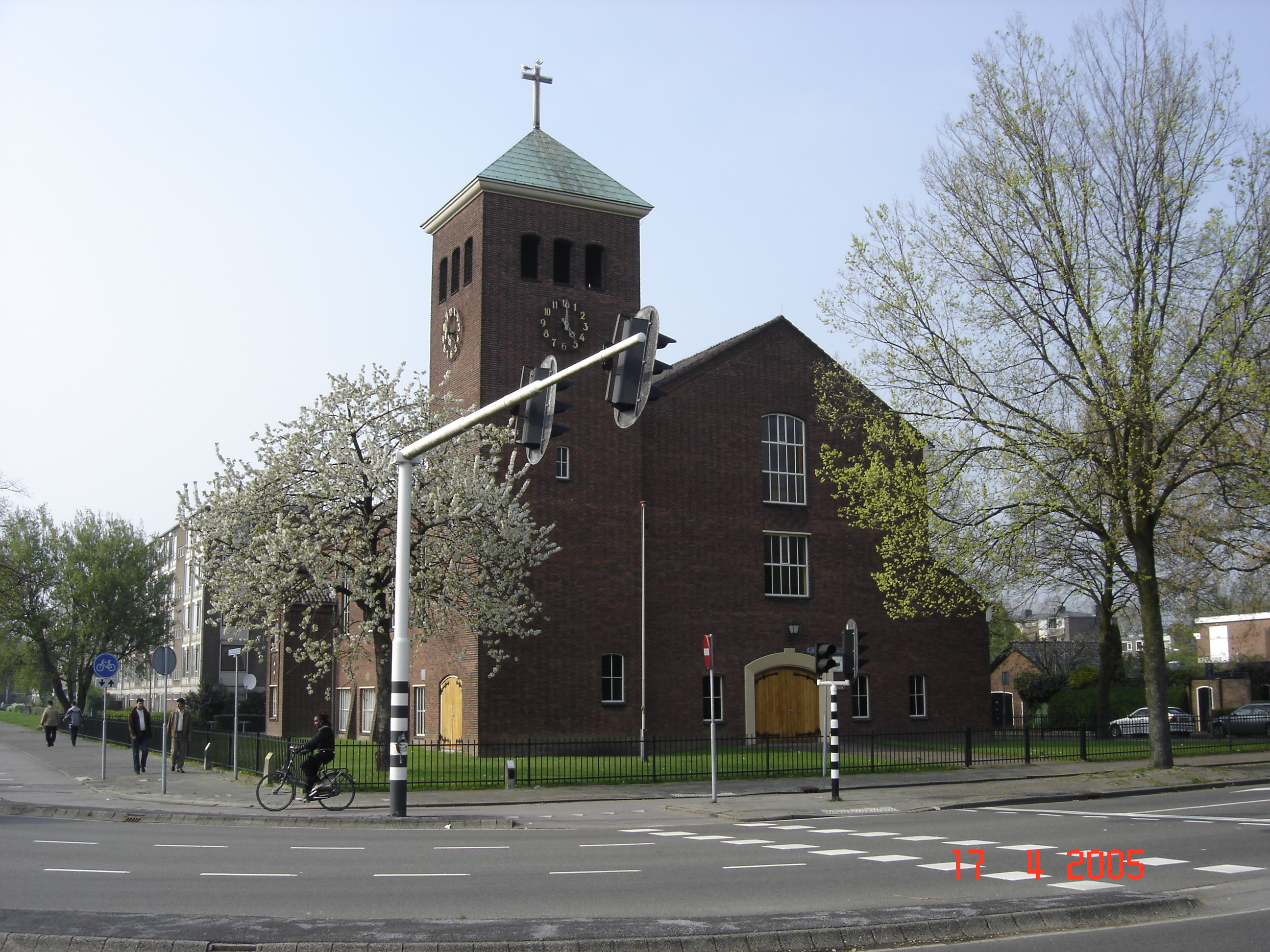
Bethelkerk

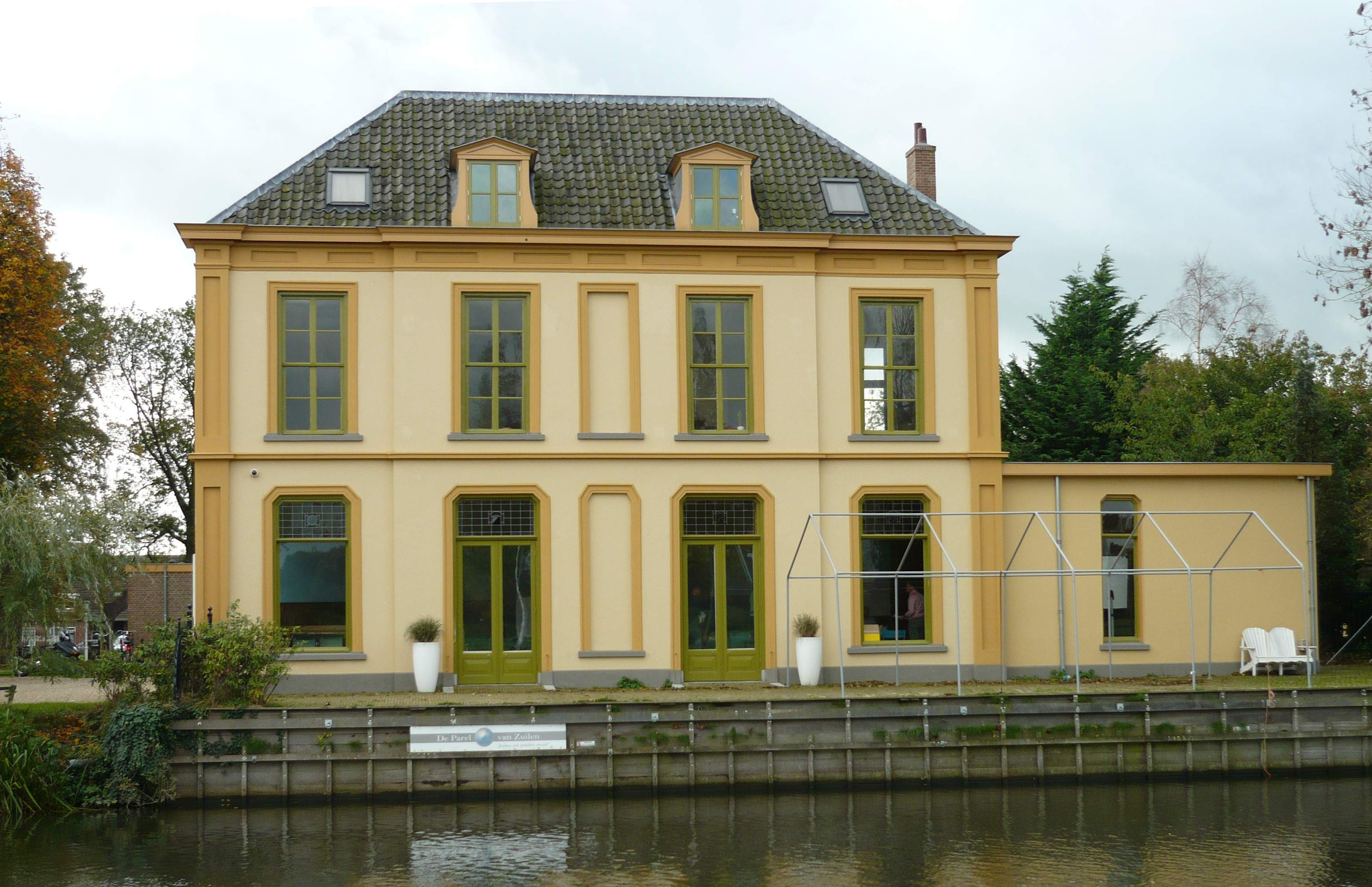
Daelwijck

De kaarsrechte, brede straat ligt in het noorden van de stad in het wijkdeel Zuilen. Ze maakt deel uit van de zogeheten As van Berlage, een stedenbouwkundig element naar een plan van de bekende (steden)bouwkundige H.P. Berlage en L.P. Holsboer. De As van Berlage is hoofdzakelijk rond 1925 aangelegd in de gemeente Utrecht en de toenmalige gemeente Zuilen. Destijds was het gebied noordelijk van het stadscentrum nog in aanzienlijke mate onbebouwd. Berlage en Holsboer voorzagen een verkeersas die vanaf het centrum naar het noorden voerde met daarlangs grootschalige nieuwbouw. Het deel dat het dichtst bij het stadscentrum ligt wordt ter hoogte van de buurt Ondiep de Stemvork genoemd. In aansluiting daarop verder naar het noorden liggen in de verkeersas zes aansluitende straten in de As van Berlage. 
De circa 1,5 kilometer lange Burgemeester Norbruislaan is als het meest noordelijke deel pas (grotendeels) tot stand gekomen rond 1954, de tijd van de Utrechtse annexatie van de gemeente Zuilen. Ze vormt vanaf het Plein van Berlage de doorzetting van de Burgemeester van Tuyllkade en de Prins Bernhardlaan die ook deel uitmaken van de As van Berlage. De Burgemeester Norbruislaan eindigt bij de grens met de gemeente Stichtse Vecht waar ze overgaat in de N404. De straat werd vernoemd naar Obbe Norbruis, de laatste burgemeester van Zuilen.
Een deel van de bebouwing langs de Burgemeester Norbruislaan bestaat uit flats uit omstreeks 1959. Aan het begin van de Burgemeester Norbruislaan verrees rond 1955 de Bethelkerk (Burgemeester Norbruislaan 1, architect B.W. Plooij). Een qua historie afwijkend gebouw staat op nummer 17 waar zich het buitenhuis Daelwijck bevindt. Tot de annexatie was Daelwijck  het gemeentehuis van Zuilen.